# Боддін
Боддін (нім. Boddin) — громада в Німеччині, розташована в землі Мекленбург-Передня Померанія. Входить до складу району Росток. Складова частина об'єднання громад Гноєн.
Площа — 23,61 км2. Населення становить Невірний параметр metadata 13 072 016 ос. (станом на 31 грудня 2020).